# Миколаївка-Донецька
Миколаївка-Донецька — проміжна залізнична станція 2-го класу Дніпровської дирекції Придніпровської залізниці на одноколійній електрифікованій постійним струмом лінії Роз'їзд № 5 — Павлоград I між станціями Богуславський (28 км) та Петропавлівка (12 км). Розташована в селі Миколаївка Синельниківського району Дніпропетровської області.

## Пасажирське сполучення
Раніше на станції Миколаївка-Донецька зупинялися приміські поїзди до станцій Авдіївка, Дніпро-Головний, Самар-Дніпровський, Синельникове I (нині скасовані).
До 2024 року через станцію курсував єдиний приміський електропоїзд сполученням Лозова — Покровськ. Наразі пасажирське сполучення тимчасово припинено на невизначений термін.